# Scopula chretieni
Scopula chretieni là một loài bướm đêm trong họ Geometridae.